# Biserica romano-catolică din Sâncrăieni
Biserica romano-catolică din Sâncrăieni, cu hramul Sfântul Rege Ștefan, este un monument istoric și de arhitectură din secolul al XV-lea.